# Жениал (герцог Васконии)
Жениал, Жениалис или Женил (лат. Genial; ум. ок. 626) — первый герцог Васконии с 602 года.

## Биография
В 587 году васконы захватили долины рек Адур и Гаронна. Но в 602 году короли Австразии Теодеберт II и Бургундии Теодорих II смогли разбить васконов. Для управления этой территорией они образовали герцогство Васкония, управлять которым был поставлен герцог Жениал (ум. ок. 626).
Жениал, по всей видимости, был франком или же галло-римлянином. О его правлении известно очень немного. Территория герцогства, доставшаяся в 602 году под управление Жениала, фактически включала земли вокруг реки Гаронна, а долина реки Адур, судя по всему, оставалась под контролем васконов. Герцоги Васконии формально находились в подчинении герцогов Тулузы.
Во время правления первых герцогов васконы часто восставали. В 610 и 612 годах вестготские короли Гундемар и Сисебут организовывали походы против васконов. После нападения васконов на долину Эбро в 621 году вестготский король Свинтила разбил их и заставил построить город (или крепость) под названием Ологикус, в который был поставлен вестготский гарнизон.